# Love in Limbo
Love in Limbo är en australisk film från 1993 regisserad av David Elfick.

## Handling
Tre tonårskillar vill förlora sin oskuld till vilket pris som helst.

## Om filmen
Filmen spelades in i Cottesloe, Kalgoorlie och Perth, samtliga i Western Australia, Australien. Den hade världspremiär i Australien den 20 maj 1993.

## Rollista
- Craig Adams – Ken Riddle
- Rhondda Findleton – Gwen Riddle
- Martin Sacks – Max Wiseman
- Aden Young – Barry McJannet
- Russell Crowe – Arthur Baskin
- Maya Stange – Ivy Riddle
- Samantha Murray – Maisie

### Webbkällor
- Love in Limbo på Internet Movie Database (engelska)